# Bleib bei uns, denn es will Abend werden
Bleib bei uns, denn es will Abend werden (in tedesco, "Resta con noi, perché verrà la sera") BWV 6 è una cantata di Johann Sebastian Bach.

## Storia
La cantata venne composta a Lipsia nel 1725 per la solennità del Lunedì dell'Angelo e fu eseguita il 2 aprile dello stesso anno. Il testo è basato sul Vangelo secondo Luca per il primo movimento, su testo di autore sconosciuto per i movimenti 2, 4 e 5, su Nikolaus Selnecker per il terzo movimento e su Martin Lutero per il sesto.
Il terzo movimento venne successivamente riarrangiato da Bach come preludio corale per organo solista e fu incluso nei Corali Schübler come BWV 649.

## Struttura
La Bleib bei uns, denn es will Abend werden è composta per soprano solista, contralto solista, tenore solista, basso solista, coro, oboe I e II, oboe da caccia, violino I e II, viola, violoncello piccolo e basso continuo ed è suddivisa in sei movimenti:
1. Coro: Bleib bei uns, denn es will Abend werden, per tutti.
2. Aria: Hochgelobter Gottessohn, per contralto, oboe da caccia e continuo.
3. Corale: Ach bleib bei uns, Herr Jesu Christ, per soprano, violoncello piccolo e continuo.
4. Recitativo: Es hat die Dunkelheit an vielen Orten, per basso e continuo.
5. Aria: Jesu, laß uns auf dich sehen, per tenore, archi e continuo.
6. Corale: Beweis dein Macht, Herr Jesu Christ, per tutti.